# Pedro Sánchez Magallanes (Huimanguillo)
Pedro Sánchez Magallanes es una localidad del municipio de Huimanguillo ubicado en la subregión de la Chontalpa del estado mexicano de Tabasco.

## Geografía
La localidad de Pedro Sánchez Magallanes se sitúa en las coordenadas geográficas 17°37′33″N 93°24′32″O / 17.625833, -93.408889, a una elevación de 34 metro sobre el nivel del mar.

## Demografía
Según el Conteo de Población y Vivienda 2020, efectuado por el Instituto Nacional de Estadística y Geografía, la localidad de Pedro Sánchez Magallanes tiene 498 habitantes, de los cuales 256 son del sexo masculino y 242 del sexo femenino. Su tasa de fecundidad es de 2.77 hijos por mujer y tiene 131 viviendas particulares habitadas.
| Gráfica de evolución demográfica de Pedro Sánchez Magallanes entre 1990 y 2020 |
|                                                                                |
| INEGI.                                                                         |